# Jürgen Kißner
Jürgen Kißner (Luckau, 18 de agosto de 1942-Colonia, 18 de mayo de 2019) fue un deportista alemán que compitió para la RFA en ciclismo en la modalidad de pista, especialista en la prueba de persecución por equipos.
Participó en los Juegos Olímpicos de México 1968, obteniendo una medalla de plata en la prueba de persecución por equipos (junto con Udo Hempel, Karl Link y Karl-Heinz Henrichs).
Ganó dos medallas en el Campeonato Mundial de Ciclismo en Pista, plata en 1966 y bronce en 1967.
En 1964 aprovechó un viaje de su equipo a Colonia para huir de la República Democrática Alemana como desertor.

## Medallero internacional
| Juegos Olímpicos   | Juegos Olímpicos          | Juegos Olímpicos  | Juegos Olímpicos            |
| Año                | Lugar                     | Medalla           | Competición                 |
| ------------------ | ------------------------- | ----------------- | --------------------------- |
| 1968               | Ciudad de México (México) | Medalla de plata  | Persecución por equipos     |
| Campeonato Mundial |                           |                   |                             |
| Año                | Lugar                     | Medalla           | Competición                 |
| 1966               | Fráncfort (RFA)           | Medalla de plata  | Persecución por equipos (A) |
| 1967               | Ámsterdam (Países Bajos)  | Medalla de bronce | Persecución por equipos (A) |